# Пинк, Стив
Стив Пинк (англ. Steve Pink; род. 2 марта 1966, США) — американский актёр, режиссёр и сценарист. Известен как режиссёр кинокомедий «Нас приняли!» и «Машина времени в джакузи», соавтор сценария фильмов «Убийство в Гросс-Пойнте» и «Фанатик», а также продюсер фильма «Рыцарь дня» с Томом Крузом и Камерон Диас в главных ролях.
Вместе со своими друзьями Джоном Кьюсаком и Джереми Пивеном основал продюсерскую компанию New Crime Productions.

## Фильмография

### Актёр
- 1985: Верняк — футболист
- 1986: Хватай и беги — Грин
- 1986: Ещё один субботний вечер — Догмэн
- 1988: Опасные повороты — Ральфи
- 1992: Боб Робертс — протестующий из Пенсильвании
- 1997: Убийство в Гросс-Пойнте — Терри Ростанд
- 2001: Любимцы Америки — водитель лимузина

### Продюсер
- 1997: Убийство в Гросс-Пойнте
- 1999: Джек Булл
- 2000: Фанатик
- 2006: С кем бы отведать сыра
- 2010: Рыцарь дня
- 2021: Колесо

### Сценарист
- 1997: Убийство в Гросс-Пойнте
- 2000: Фанатик

### Режиссёр
- 2006: Нас приняли!
- 2010: Машина времени в джакузи
- 2014: Что случилось прошлой ночью
- 2015: Машина времени в джакузи 2
- 2019: Уэйн (телесериал)
- 2021: Колесо